# Killyleagh
Killyleagh (Cill Ó Laoch in gaelico irlandese) è un villaggio dell'Irlanda del Nord, situato nella contea di Down.